# Inmigración cubana en México
La emigración cubana en México comenzó después de la Revolución Cubana de 1959. La mayor parte de ellos se concentraron en la ciudad de Mérida, Yucatán. Entre ellos se encuentran algunos destacados profesionales del espectáculo (canto, baile, teatro, cine y televisión), intelectuales y empresarios.  Otras ciudades donde la comunidad cubana se ha establecido son la Ciudad de México, Guadalajara, Monterrey, Tijuana, Ciudad Juárez, Cancún, Playa del Carmen, Coatzacoalcos y Veracruz. Según la Encuesta Nacional de la Dinámica Demográfica (ENADID) de 2018, estimaba que el 1.7 % del total de extranjeros que residen en México es de origen cubano, aproximadamente 18 mil personas. De acuerdo con el censo 2020 del INEGI se arrojó que hay 25,976 residentes cubanos en México, siendo la séptima comunidad extranjera más grande del país.

## Historia

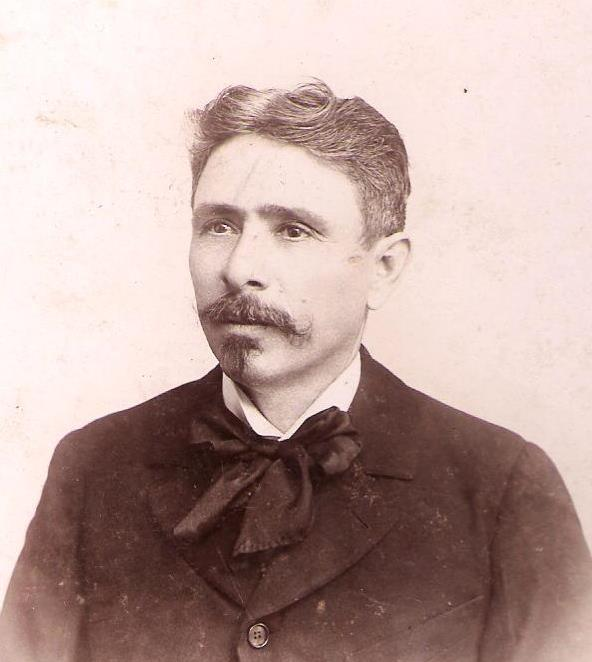
Rodolfo Menendez de la Peña y la educación en Yucatán.

Florencio Villareal fue un militar mexicano nacido en La Habana, Cuba a fines del siglo XVIII siendo hijo de padres españoles asentados en la isla. 
Desde muy joven llegó a México, donde peleó con las fuerzas realistas en la Guerra de Independencia de México. En 1821, Agustín de Iturbide proclamó el Plan de Iguala con el que formó el Ejército Trigarante, donde Villareal militó. Tras la caída de Vicente Guerrero de la presidencia, Nicolás Bravo lo trajo al Estado de Guerrero, creado en 1849. El 1 de marzo de 1854 proclamó junto a Juan N. Álvarez Hurtado el Plan de Ayutla, con el que dio comienzo la Revolución de Ayutla. Luego del derrocamiento de Santa Anna, Villareal sirvió al Imperio de Maximiliano de Habsburgo.
Entre 1870 y 1890, muchos cubanos de origen español se establecieron al occidente de la isla para emprender negocios, estableciéndose principalmente en la península de Yucatán, posteriormente a Veracruz y la Ciudad de México. El gobierno de Porfirio Díaz dentro de sus políticas exteriores estaba el de traer inmigrantes de raza blanca al suelo mexicano con la intención de participar en la economía a cambio de protección y asilo según sus razones de emigrar hacia México.

Rodolfo Menéndez de la Peña, zarpa de la Habana, junto con su hermano Antonio Menéndez de la Peña y la esposa de este, Ángela González Benítez -ambos pedagogos y que habrían de alcanzar similar renombre por su obra en Yucatán- después de haber simpatizado y Apoyado a José Martí en le movimiento de independencia de la isla de Cuba, desembarcando en el puerto de Sisal el 12 de mayo de aquel año, casi al cumplir los diecinueve años de edad, para trasladarse inmediatamente a la Ciudad de Mérida, capital del estado de Yucatán.
Las rumberas primero llegaron al teatro, y lo hicieron desde el siglo XIX, cuando llegaron acompañando a muchos cómicos y bufos de origen cubano que se establecieron en la Ciudad de México, en la época de las Carpas y los Teatros de revista. De principios del siglo XX a los años '20s, en pleno furor de las grandes Vedettes del teatro frívolo mexicano (Como María Conesa o Lupe Vélez), empezaron a surgir figuras que bailaban al compás de la Rumba. Se considera popularmente a Lolita Téllez Wood como la primera bailarina en popularizar los ritmos Afroantillanos. Durante el transcurso de la siguiente década, llegaron a México numerosas rumberas y vedettes provenientes de Cuba.
La principal causa de la agudización del flujo migratorio fue el deshielo cubano en diciembre de 2014, que relanzó las relaciones diplomáticas entre Cuba y Estados Unidos suspendidas por 54 años, y que podrían tener como consecuencia el fin de algunas ventajas migratorias para los cubanos que ingresen a Estados Unidos, a través de Ley de Ajuste Cubano.

## Cultura cubana en México
El Son cubano viajó a México en 1922. Celia Cruz grabó con la agrupación Sonora Matancera. Poco después fue contratada por la emisora Radio Cadena Suaritos. Llegó el año de 1950, cuando conoció al empresario Alberto Sotolongo quien la buscó porque quería que cantara con la Orquesta Sonora Matancera, ya que la vocalista y compositora Myrta Silva había decidido dejar la agrupación para regresar a Puerto Rico donde había adquirido una propiedad y quería disfrutarla, dejando disponible la vacante para una voz femenina. Su ingreso fue aprobado por el director de la agrupación, Rogelio Martínez.

### La guayabera
La guayabera es símbolo de la relación entre México y las islas del Caribe como Cuba. Aunque es cierto que no se tiene certeza del origen de esta prenda, ya que es disputado por lugares como México, otros países  latinoamericanos y hasta Filipinas. Lo que es cierto es que desde la época de los transportes marítimos, el intercambio constante entre Veracruz, Yucatán y Cuba, (que sólo contaba con comunicación marítima hacia el resto de México), posibilitó la presencia de la prenda en ambos países durante siglos.
En Mérida se ha atribuido a don Pedro Mercader Gausch —de origen español— el haber fabricado guayaberas con diseños alforzados, adicionándoles dos bolsas delanteras superiores con tapas y botones y convirtió en anchas las bolsas inferiores, (que en Cuba era sólo adorno) y decidió fuera en color blanco, observando el vestuario típico del lugar. Hacia finales de siglo XIX, muchos yucatecos de clase acomodada la compraban en la tienda El Encanto que por ello cobró fama, cuando Yucatán ya había desarrollado su propia industria manufacturera de las "guayaberas".
Se crearon otros modelos creándole pequeñas variantes y perfeccionando su confección, por lo que llegó a popularizarse el eslogan de que «Yucatán es la puerta al mundo Maya y Mérida es la capital mundial de la guayabera». De ahí pasó a Veracruz, y los jarochos la tienen actualmente como su vestuario regional. Existe una versión que estereotipa al jarocho que es: la guayabera.
En el siglo XX, ante la fuerte competencia desatada por países maquiladores asiáticos, recibió un impulso durante el gobierno de Luis Echeverría, quien las usaba en sus giras tanto en México como en el extranjero, lo que lo convirtió en un artículo de exportación en ese período.

### Rumberas
Se le conoce como "Rumberas", a las bailarinas y actrices que bailaban al compás de ritmos musicales afroantillanos, que florecieron en el Cine mexicano en su Época de Oro en los años cuarenta y cincuenta. El término "rumbera", proviene del baile cubano conocido como la Rumba, ritmo musical que se puso de moda en México y toda América Latina desde finales del siglo XIX hasta los años cuarenta del siglo XX. Las primeras rumberas bailaban al compás de este ritmo. Eventualmente, surgieron nuevos ritmos musicales afroantillanos, como el Cha-cha-chá y el Mambo, que rápidamente desplazaron a la Rumba como el ritmo favorito del público. Aunque las bailarinas incursionaron eventualmente en estos nuevos géneros, y más adelante los plasmaron con sus danzas en el cine, el término "Rumbera" siguió utilizándose para referirse a ellas.

### Museo de la Amistad México - Cuba
El inmueble que lo alberga fue casa-habitación de expedicionarios cubanos pertenecientes al Movimiento 26 de julio, quienes lo adquirieron como condición al obtener el yate Granma. Con el triunfo de la Revolución Cubana en 1959, la casa es abandonada. En 1976 el Gobierno de Veracruz la confisca y durante la visita de Fidel Castro, el 4 de diciembre de 1989, éste la cede a la comunidad y la inaugura como museo. Exhibe desde entonces una serie de fotografías, bustos, uniformes y otros objetos relacionados con la Revolución Cubana. El acceso al museo es gratuito, hay guías que narran la historia completa de la partida de Fidel y algunas anécdotas de la época. Los fines de semana se organizan noches bohemias, con la participación de artistas locales e nvitados.

## Principales comunidades
Al parecer, la elección de los cubanos de residir en estas ciudades, casi en comunidad, ha estimulado que la mayoría de los negocios cubanos: antros, restaurantes, tiendas, estéticas, agencias de viajes, entre otros, se establezcan en estas zonas preferentemente; y en muchas ocasiones se destacan pequeños grupos conformados por amigos y familiares. Este fenómeno ha posibilitado en alguna medida, el proceso de inserción y adaptación de los cubanos a una vida diferente a la que llevaban en Cuba.

### Ciudad de México
La Ciudad de México posee una particularidad, y es que muchos de los cubanos residentes en esta ciudad han optado por establecerse en la colonia Roma, y sus colonias vecinas: del Valle, Condesa, Narvarte y Juárez.

### Cancún
Por otra parte en las ciudades de Cancún y Playa del Carmen en Quintana Roo, la población cubana va en incremento, con lo cual se han creado pequeñas comunidades cubanas en estas ciudades, formando una “Little Havana” en Cancún principalmente.

### Ciudad Juárez
La ciudad fronteriza con mayor población cubana es Ciudad Juárez, es una comunidad que se ha destacado en la medicina, los deportes y el comercio, los cubanos han hecho de la frontera juarense un punto de contacto y remesas para los cubanos que viven en la isla.

## Relaciones diplomáticas de Cuba en México

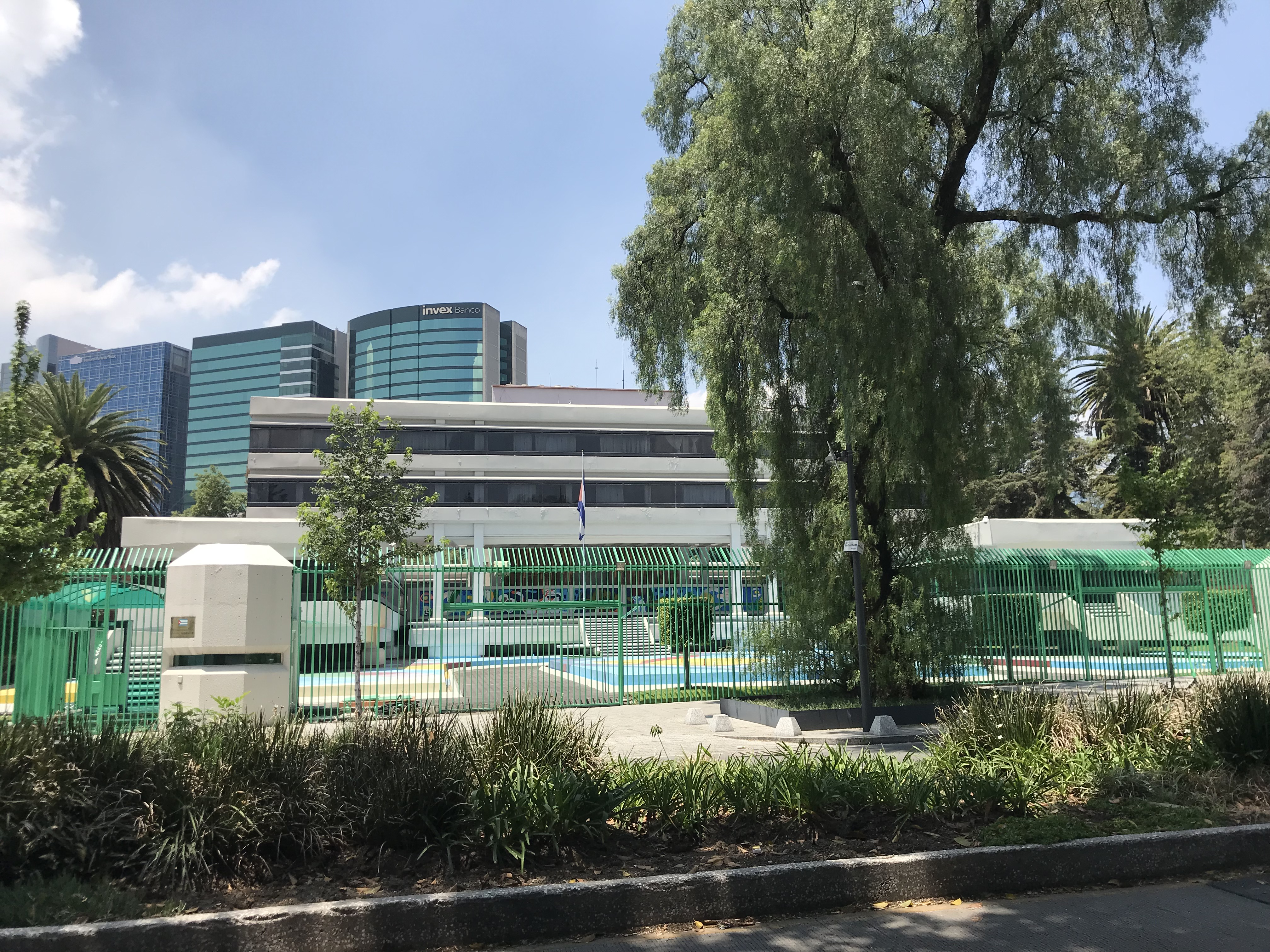
Embajada de Cuba en la Ciudad de México

- Embajada de Cuba en la Ciudad de México
- Consulado-General en Mérida, Yucatán.
- Consulado-General en Monterrey, Nuevo León.
- Consulado-General en Veracruz, Veracruz.
- Consulado en Cancún, Quintana Roo.

## Flujos Migratorios
| 1900 | 2.715  |
| 1910 | 3.868  |
| 1921 | 1.956  |
| 1930 | 2.497  |
| 1940 | 1.123  |
| 1950 | 1.612  |
| 1960 | 3.827  |
| 1970 | 4.197  |
| 1980 | 3.767  |
| 1990 | 2.979  |
| 2000 | 6.647  |
| 2010 | 12.108 |
| 2020 | 25.976 |
| 2022 | 41.475 |

Fuente: Estadísticas históricas de México 2009 y Censo de Población y Vivienda 2010

## Cubanomexicanos y cubanos en México notables
- Alberto Guerra, actor.
- Amalia Aguilar, actriz de la época de oro del cine mexicano.
- Carmen Donna-Dío, actriz de doblaje. (†)
- Carmen Montejo, actriz de la época de oro del cine mexicano. (†)
- César Évora, actor.
- Dalia Iñiguez, actriz de la época de oro del cine mexicano. (†)
- Dámaso Pérez Prado, músico, compositor y arreglista. (†)
- Eduardo Antonio, actor, cantante.
- Eliseo Alberto, Periodista, novelista, poeta y guionista. (†)
- Ernesto Faxas, actor y comentarista.
- Esther Martínez Peñate, actriz.
- Federico Wilkins, productor.
- Francisco Gattorno, actor.
- Gina Romand, actriz.
- Hortensia Blanch Pita, Escritora.
- José Agustín Meza Pérez, Pediatra, nacionalizado en 2014.
- José Nápoles, Boxeador, campeón mundial wélter 1969.
- José Fors, pintor y cantante.
- Julieta Campos, escritora y traductora.
- William Levy, actor.
- Julio Camejo, actor.
- Karla Cossío, actriz de televisión.
- Livia Brito, actriz.
- Liz Vega, actriz y bailarina.
- Malillany Marín, actriz.
- María Antonieta Pons, actriz de la época de oro del cine mexicano. (†)
- Maribel Rodríguez, actriz , y  músico.
- Mariano Mercerón, músico.
- Ninón Sevilla, actriz y vedette.
- Niurka Marcos, actriz, cantante y bailarina.
- Óscar Ortiz de Pinedo, actor de la época de oro del cine mexicano. (†)
- Otto Sirgo, actor.
- Olga Guillot, cantante.
- Pedro Ampudia, militar y político. (†)
- Pedro Sicard, actor.
- Rafael Banquells, actor de la época de oro del cine mexicano. (†)
- Randy Arozarena, Jugador de béisbol.
- Raquel Bigorra, Conductora.
- Raquel Olmedo, actriz de televisión.
- Raúl Ortega Alfonso, Escritor, residente en México desde 1995.
- René Muñoz, actor.
- Rogelio Crespo Bibó, Pediatra, nacionalizado en 2014.
- Rubén Cortés Fernández, Periodista, nacionalizado en 2000.
- Silvia Caos, actriz.
- Tara Parra, actriz.
- William Valdés, actor y cantante.

## Mexicanos con ascendencia cubana
- Aída Sullivan, primera dama de México entre 1932 y 1934.
- Alejandro Irarragorri, empresario.
- Camila Cabello, cantante.
- Arturo de Córdova, actor.
- Caridad Bravo Adams, escritora.
- Carlos Urzaiz Jiménez, médico cirujano, maestro y escritor.
- David Faitelson, periodista deportivo.
- Domingo Arturo García, locutor de radio.
- Emiliano González, escritor y poeta.
- Emilio Osorio, actor, hijo de la actriz Niurka Marcos.
- Enrique Recio, político y constituyente.
- Gabriel Varela, productor de teatro, hijo de la actriz Gina Romand.
- Gabriela Goldsmith, actriz de televisión y teatro.
- Gina Varela, cantante y actriz, hija de la actriz Gina Romand.
- Héctor Aguilar Camín, periodista, escritor, novelista, historiador y analista político.
- Jorge de Castro Cancio, educador.
- Jorge Ortiz de Pinedo, actor y comediante mexicano, hijo del actor Óscar Ortiz de Pinedo.
- Jorge Ortiz de Pinedo Gutiérrez, actor, nieto del actor Óscar Ortiz de Pinedo e hijo del comediante Jorge Ortiz de Pinedo.
- Julia Marichal, actriz.
- Kalimba Marichal, cantante mexicano de raíces afrocubanas.
- Karla Falcón, actriz de doblaje, nieta Carmen Donna-Dío.
- Laisha Wilkins, actriz de televisión y teatro.
- M'balia Marichal, cantante mexicana de raíces afrocubanas.
- María Montejo, actriz, hija de la primera actriz Carmen Montejo.
- Marilyz León, emprendedora e influencer, ex actriz.
- Max Rojas, poeta, ensayista, crítico literario y gestor cultural.
- Olga Donna-Dío, actriz de doblaje, hija de la actriz Carmen Donna-Dío.
- Ozziel Herrera, futbolista profesional, hijo del medallista olimpico Hector Herrera.
- Pablo Marichal, actor.
- Pedro Ortiz de Pinedo Gutiérrez, productor, nieto del actor Óscar Ortiz de Pinedo e hijo del comediante Jorge Ortiz de Pinedo.
- Radamés de Jesús, actor y comediante, nieto de la primera actriz Carmen Montejo.